# Kiss Pál (katona)
Kiss Pál (Diószeg /Bihar megye/, 1809. – Pest, 1867. május 27.) honvédtábornok, várparancsnok.

## Élete[2]
Görögkeleti vallású, macedón-román eredetű vagyonos nemesi családban született. A család,  a görög kereskedő Kiss Pál, felesége Bimbó-Lázár Anna és gyermekei: János, György, Konstantin, Dömötör, Pál és Erzsébet 1795-ben kapott nemesi címet. Apja Kiss János, anyja Bernát Borbála volt, testvére Alexandra, Juhász Jánosné. A fiú Kiss Pál a debreceni kollégiumban tanult. Katonai pályára lépett, 1828-tól hadfi, majd átlépett a honvédseregbe, 1848 júliusának közepétől a Bihar megyei nemzetőrség egyik szervezője és kiképzője. 1848. szeptember 6-tól őrnagy, a 10. majd a 9. honvédzászlóalj parancsnoka. 1849. januártól alezredes, dandárnok a Bánáti hadosztálynál, később a 3. hadtestben. 3. osztályú katonai érdemjellel tüntették ki a tápióbicskei csatában tanúsított hősies helytállásáért. 1849. április 29-én megkapta a katonai érdemjel 2. osztályát és hadosztályparancsnok lett az 1. hadtestben. 1849 júniusától tábornok, majd Pétervárad várparancsnoka.
Felkérem tisztelt Kormányzó urat, miszerint Kiss Pál péterváradi várparancsnok és Kmety György ezredes urakat, csatatéren tanúsított érdemeik méltánylatául tábornokokká kinevezni, s ide mellékelt okleveleiket magas aláírásával megerősíteni méltóztassék.

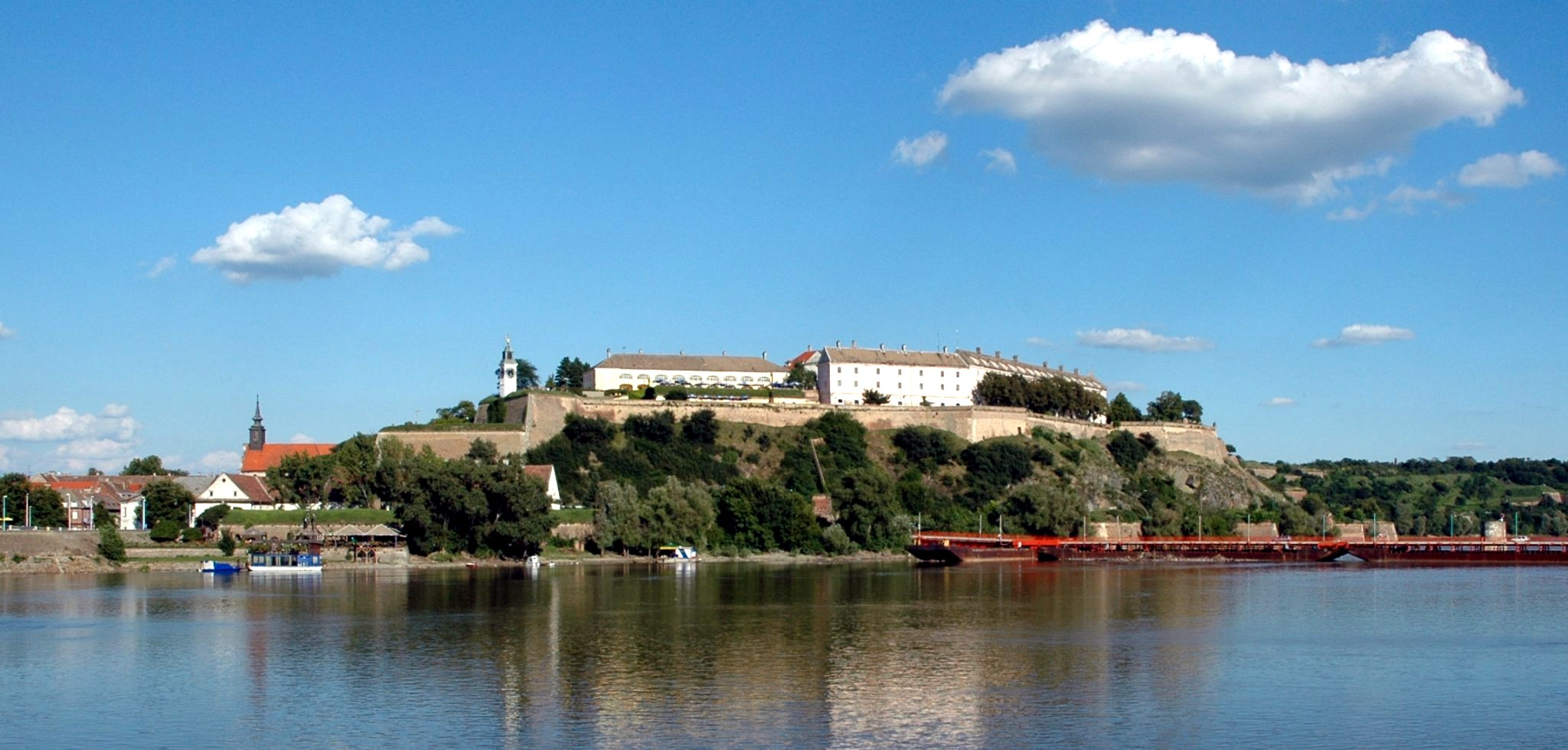
A péterváradi vár

1849. június 5-én Vukovics Sebő miniszter javaslatára Kiss Pál honvédtábornok megkapta a péterváradi erőd parancsnokságát. Az esemény hatására kisebb nézeteltérésbe került a várat felszabadító Perczel Mórral, mert Perczel testvérének, Perczel Miklósnak a fennhatósága alá szerette volna adni a várat. A péterváradi őrség mindvégig kitartott a szabadságharc ügye mellett, csupán szeptember 7-én, tehát hetekkel a világosi fegyverletétel után nyitották meg a kapukat az osztrákok előtt, miután tájékozódott küldöttségük a helyzetről, s megkapták Görgei megadást javasló levelét. A megadási feltételekről hosszas vita folyt. Kossuth Lajos által a várba hadmérnöki főnökké kinevezett Hollán Ernő ezredes kedvező feltételek kicsikarása mellett kardoskodott, azzal érvelve, hogy a jól felszerelt várnak jók a tárgyalási esélyei. A tárgyalások során elérte, hogy a majdani komáromi kapitulációs feltételeket rájuk is terjesszék ki. A vár védői szóbeli ígéretet kaptak a teljes körű kegyelemre, s hogy a komáromihoz hasonló feltételekre számíthatnak. Végül Kiss Pál parancsnoksága alatt a vár 1849. szeptember 7-én feltétel nélkül kapitulált.
 A honvédség IX. hadteste, azaz 5800 főnyi katonaság tette le a fegyvert, 200 tábori és várágyú került a császáriak kezébe. A legénység még aznap, vagy az elkövetkezendő napokban elvonulhatott. Kiss Pált és a péterváradi kapituláns tisztek egy részét (180 fő) november 7-éig fogva tartották. Péterváradban a szabadságharc utolsó előtti harcoló csapata volt Komárom erődjének eleste előtt.
A vár eleste után Kiss Pált továbbra is fogva tartották, mivel a megtorlást vezénylő Haynau a várparancsnokokat a legsúlyosabb büntetés kiszabásával akarta büntetni. Kiss Pált a péterváradi rendkívüli haditörvényszék elé állították, mely 1849. december 15-én kimondta a halálos ítéletet. I. Ferenc József császár azonban 1849. december 3-án meghozta rendkívüli kegyelmi rendeletét, amely megérkezett a péterváradi hadbíróságra is, és ezért Kiss Pál nem jutott a vértanúk sorsára, életben maradt. 
Kiss Pál honvédtábornok a szabadságharcot követően gazdálkodóként élt tiszaörsi és tiszafüredi birtokán. 1854-ben vette feleségül Bernáth Máriát. 1867-ben Pesten érte a halál, de otthon, Tiszafüreden helyezték örök nyugalomra.

## Emlékezete
A tiszafürediek ápolják Kiss Pál honvédtábornok emlékezetét, 1953-ban Kiss Pál lett a tiszafüredi múzeum névadója, amely ma is Kiss Pál Múzeum. Kiss Pál portréiból időszakos kiállítást rendeztek 2007-ben. Ápolják sírját a tiszafüredi Örvényi úti temetőben.